# Kriukowo (rejon fatieżski)
Kriukowo (ros. Крюково) – wieś (ros. деревня, trb. dieriewnia) w zachodniej Rosji, w sielsowiecie wierchniechotiemlskim rejonu fatieżskiego w obwodzie kurskim.

## Geografia
Miejscowość położona jest nad ruczajem Wierchnij Chotieml (lewy dopływ Usoży w dorzeczu Swapy), 0,5 km od centrum administracyjnego sielsowietu (Wierchnij Chotieml), 8,5 km na południe od centrum administracyjnego rejonu (Fatież), 37,5 km na północny zachód od Kurska, 2,5 km od drogi magistralnej (federalnego znaczenia) M2 «Krym» (część trasy europejskiej E105).
We wsi znajdują się 42 posesje.
Klimat
Miejscowość, jak i cały rejon, znajduje się w strefie klimatu kontynentalnego z łagodnym ciepłym latem i równomiernie rozłożonymi opadami rocznymi (Dfb w klasyfikacji klimatów Köppena).

## Demografia
W 2010 r. wieś zamieszkiwało 39 osób.